# Tsunami de Garth
Le tsunami de Garth est un tsunami préhistorique qui s'est produit sur les iles Shetland vers 3500 av. J.-C., durant le Néolithique britannique. Son origine est incertaine, mais des pistes comme l'impact d'une météorite, un séisme ou un glissement de terrain sous-marin similaire aux glissements de terrain de Storegga ont été proposés comme causes de cet évènement.

## Description
Le tsunami est dénommé d'après le loch Garth, dans les Shetland. Il se serait produit vers 3500 av. J.-C.. En touchant les iles Shetland, il mesurait plus de 10 m de hauteur. Il fait partie des trois tsunamis ayant touché l'Écosse pendant l'Holocène, sans compter un éventuel autre plus tardif, mais dont l'existence est incertaine.
Des dépôts sédimentaires allant dans ce sens ont été trouvés à Sullom Voe (Shetland), puis à Garth (Nesting, Shetland), dans le loch de Garth et le loch de Benston. D'autres indices évoquant un tsunami ont été identifiés à West Voe of Sumburgh. Ces dépôts ressemblent à ceux laissés par le tsunami causé par les glissements de terrain de Storegga, survenu vers 6100 av. J.-C.
D'autres traces potentielles ont été avancées à Bergsøy, en Norvège,, et dans des lacs côtiers de Norvège, mais ont été ensuite contestées. L'Écosse et les Orcades pourraient avoir été en partie protégées par le bouclier des Shetland, dans le cas d'un tsunami venu de Norvège.

## Impact sur les populations
Le tsunami a probablement eu un impact important sur les communautés côtières de la région. Des sépultures collectives datant approximativement de cette période dans les Shetland et les Orcades sont des conséquences probables de ce tsunami.